# Вестберг, Якоб
Якоб Густав Фердинанд Вестберг (швед. Jacob Gustaf Ferdinand Westberg; 15 декабря 1885, Стокгольм — 9 августа 1933, Норвуд-Парк, Иллинойс) — шведский легкоатлет, выступавший в марафонском беге. Участник летних Олимпийских игр 1912 года.

## Биография
Якоб Вестберг родился 15 декабря 1885 года в шведском городе Стокгольм.
Выступал в легкоатлетических соревнованиях за стокгольмские «Сёрле» и «Сёдермальм». Четыре раза выигрывал медали чемпионата Швеции в беге на 40 км: золотую в 1915 году, серебряные в 1910 и 1919 годах, бронзовую в 1913 году.
В 1912 году вошёл в состав сборной Швеции на летних Олимпийских играх в Стокгольме. В марафонском беге занял 22-е место, показав результат 3 часа 2 минуты 5,2 секунды и уступив 25 минут 10,4 секунды завоевавшему золото Кену Макартуру из ЮАС.
Умер 9 августа 1933 года в пригороде Норвуд-Парк американского города Чикаго.